# Luis Sigall
Luis Sigall Morrison (Glasgow, 25 de noviembre de 1906-Viña del Mar, 14 de mayo de 1982) fue un médico chileno, regidor por Viña del Mar y uno de los fundadores del Festival Internacional de la Canción de Viña del Mar.[cita requerida]

## Biografía
Luis Sigall nace en Escocia y a temprana edad se traslada a vivir junto a su familia a Valparaíso, donde cursó sus primeros estudios. Más tarde se muda a Santiago de Chile, donde inició estudios de piano en el Conservatorio Nacional de Música, y entró a estudiar medicina. Ya recibido de médico, se traslada a Arauco, en donde ejerce durante dos años. Fue médico jefe de Carabineros de Chile por más de veinte años.[cita requerida]

### Matrimonio, hijos y familia
Contrajo matrimonio con Oriana Ortúzar Vial, con quien tuvo tres hijos: Jaime, Carmen y Marcela. Luego de jubilar en 1955 se radicó definitivamente en Viña del Mar, donde laboró en el Seguro Obrero.
A través de su hija Marcela, fue abuelo de Marcela Cubillos, exdiputada y exministra durante el segundo gobierno de Sebastián Piñera; y de Felipe Cubillos, fundador del Desafío Levantemos Chile, fallecido en el tragedia aérea de 2011 en el archipiélago Juan Fernández.[cita requerida]

## Vida pública
Fue elegido regidor de la municipalidad de Viña del Mar por tres períodos consecutivos, ejerciendo su cargo entre 1963 y 1973. En 1968, el gobierno de Francia lo incorporó a la Orden Caballero de la Legión de Honor.[cita requerida]
A fines de 1973 el alcalde Luis Urzúa Merino organizó un concurso de ejecución musical internacional, en cuya gestión participó el doctor Sigall e Izidor Handler. Sigall ocupó el cargo de vicepresidente de la organización hasta su fallecimiento. Posteriormente, la Municipalidad de Viña del Mar bautizó a ese concurso con su nombre. Asimismo, la plazoleta de acceso a la Quinta Vergara, donde se realiza el Festival Internacional de la Canción de Viña del Mar, también lleva su nombre.[cita requerida]
Fue presidente del jurado de ese certamen desde sus inicios hasta 1982, año de su muerte.[cita requerida]